# Zuiderduintjes
Zuiderduintjes es una isla muy pequeña al sur de Rottumeroog, en el archipiélago de las Islas Frisias occidentales, parte de los Países Bajos. Es parte del monumento natural llamado Rottum y el acceso a la isla está prohibido ya que es un lugar protegido y reservado para las aves y focas.

## Reserva natural
Zuiderduintjes ies parte de la reserva natural Rottum. El acceso a la isla está prohibido debido a que es un hábitat de descanso para aves y focas.
La isla cuenta con vegetación de dunas con plantas como Elytrigia juncea subsp. boreoatlantica, Sonchus arvensis var. maritimus, Chenopodium album, Chenopodium rubrum, Matricaria maritima, Atriplex littoralis, Descurainia sophia, Artemisia maritima, Festuca rubra, Elytrigia maritima, Salicornia procumbens, y Suaeda maritima.